# Armeria (deposito)
L'armeria è un deposito funzionale e protetto di armi ad uso militare, paramilitare, di guardia o assimilabile dove vengono custodite e mantenute le armi temporanemente non in uso o non assegnate. A seconda delle epoche, delle necessità, delle culture e delle leggi o regolamenti vigenti può consistere di una o più stanze in una maggiore struttura oppure occupare un edificio apposito di varia dimensione, ma in ogni caso meno rilevante del cosiddetto arsenale, sebbene come questo fosse talvolta utilizzato per la manifattura di armi. Per gli stessi motivi variano anche le tipologie di armi che può contenere (anche se normalmente ne sono esclusi i munizionamenti esplosivi, custoditi invece nelle apposite polveriere) e la limitazione di accesso o protezione. 
È da notare che in diversi casi il ricordo della funzione originaria continua a sopravvivere soltanto nel nome dell'edificio.
In ogni caso è opportuno distinguere questa dall'armeria a scopo museale che, invece, può essere sia una riorganizzazione artificiosa di raccolte di armi sia l'evoluzione di un'armeria storica da struttura funzionale a sede espositiva.